# Marie Minnaert
Marie Minnaert (* 5. Mai 1999) ist eine belgische Fußballnationalspielerin.

## Karriere

### Vereinskarriere
Minnaert spielte zunächst beim KAA Gent und von 2020 bis 2022 beim FC Brügge. Im Mai 2022 wechselte sie zum RSC Anderlecht. Im April 2023 zog sie sich einen Kreuzbandriss zu und konnte erst im März 2024 wieder eingesetzt werden.

### Nationalmannschaftskarriere
Im Mai 2014 lief Minnaert bei einem Turnier in zwei Länderspielen für die U-16 auf. Im Oktober nahm sie mit der U-17 an der ersten Qualifikationsrunde zur U-17-Fußball-Europameisterschaft der Frauen 2015 teil, bei der sie zwei Einsätze hatte. Mit drei Siegen und 10:0 Toren qualifizierten sich die Belgierinnen bei einem Turnier in Lettland für die zweite Runde. Bei ihr gewannen sie zwar die ersten beiden Spiele im März 2015, durch eine 0:4-Niederlage gegen den späteren Europameister Spanien verpassten sie jedoch die Endrunde. Im Mai bestritt Minnaert noch drei Spiele für die U-16, wobei ihr drei Tore beim 6:1-Sieg gegen Portugal gelangen. Im September wurde sie wieder in der ersten Qualifikationsrunde zur U-17-Fußball-Europameisterschaft der Frauen 2017 eingesetzt. Das Turnier fand in ihrer Heimat statt und endete mit drei Siegen. Beim 15:0-Sieg gegen Georgien erzielte sie zwei Tore, gegen Aserbaidschan das einzige Tor und gegen Tschechien die beiden Tore zum 4:2-Endstand, damit erreichte die Mannschaft die zweite Runde. Sie verlief im März 2016 weniger erfolgreich: Das Team verlor beim Turnier in Serbien alle drei Spiele.
Im Oktober nahm sie mit der U-19 an der ersten Qualifikationsrunde in Belarus zur U-19-Fußball-Europameisterschaft der Frauen 2017 teil. Mit drei Siegen und 14:2 Toren, zu denen Minnaert zwei beisteuerte, erreichte das Team die zweite Runde. Für die im Mai 2017 ausgetragene Runde, bei der die Belgierinnen an Spanien scheiterten, wurde sie nicht berücksichtigt. Im Oktober 2017 war sie an der ersten Qualifikationsrunde in Österreich zur U-19-Fußball-Europameisterschaft der Frauen 2018 beteiligt. Mit Siegen gegen Mazedonien und Kroatien, wobei ihr jeweils ein Tor gelang, und einer Niederlage gegen die Gastgeberinnen, erreichte die Mannschaft die zweite Runde im April 2018 in Finnland. Nach einer Niederlage gegen die Finninnen gewannen die Belgierinnen zwar gegen Aserbaidschan mit 5:1, wozu Minnarert ein Tor per Strafstoß beitrug, verloren aber anschließend gegen Frankreich mit 0:1. Im Januar 2019 wurde sie für ein Spiel der U-21 nominiert, aber nicht eingesetzt.
Im Februar 2019 gab sie ihr Debüt in der A-Nationalmannschaft Belgiens. Beim Zypern-Cup wurde sie im ersten Gruppenspiel gegen die Slowakei in der 81. Minute eingewechselt. Im Spiel um Platz 3 gegen Österreich, das die Mannschaft nach torlosen 90 Minuten im Elfmeterschießen gewann, stand sie in der Startelf, wurde aber nach 66 Minuten ausgewechselt. Im Juni hatte sie noch einen Kurzeinsatz in einem Freundschaftsspiel gegen Thailand, das das Team mit 6:1 gewann und den Thailänderinnen als Vorbereitung auf die Weltmeisterschaft 2019 diente.
In der nach der WM begonnenen Qualifikation zur EM 2022 hatte Minnaert sechs Einsätze, darunter zwei 90-minütige Einsätze gegen den Hauptkonkurrenten, die Schweiz. Mit einem 4:0-Sieg am letzten Spieltag gegen die Eidgenossinnen qualifizierten sich die Belgierinnen zum zweiten Mal für die Endrunde.
In den ersten acht Spielen der Qualifikation für die WM 2023 wurde sie dreimal ein- und einmal ausgewechselt. Bei der EM-Endrunde wurde sie in zwei Gruppenspielen und im Viertelfinale eingesetzt, das mit einer 0:1-Niederlage gegen Schweden endete. Nach der EM kam sie in den beiden letzten Gruppen-Spielen der Qualifikation für die WM 2023 zum Einsatz und qualifizierte sich mit ihrer Mannschaft für die Play-offs der Gruppenzweiten. Ihre Mannschaft scheiterte aber in der ersten Play-off-Runde durch eine 1:2-Niederlage gegen Portugal.
Da erstmals das Abschneiden bei der WM für die europäischen Teams nicht entscheidend für die Qualifikation zu den Olympischen Spielen 2024 war, hatten die Belgierinnen noch die Chance sich über die UEFA Women’s Nations League 2023/24 für die Spiele in Paris zu qualifizieren. Die Belgierinnen konnten zwar das erste Spiel daheim gegen Ex-Europameister Niederlande und später auch das Heimspiel gegen Europameister England gewinnen, gegen Schottland gab es aber nur Remis und die Auswärtsspiele gegen die Niederlande und England wurden verloren. Damit verpassten sie als Gruppendritte nicht nur das Final Four Turnier, bei dem um zwei Olympiatickets gespielt wurde, sondern mussten auch in die Relegation. Hier setzten sie sich aber mit zwei 5:1-Siegen gegen Ungarn durch, so dass sie in Liga A bleiben. Aufgrund ihres Kreuzbandrisses konnte sie in den Spielen nicht eingesetzt werden.
In der für die Belgierinnen letztlich doch erfolgreich verlaufenen Qualifikation für die EM 2025 saß sie bei den Play-off-Spielen gegen Griechenland auf der Bank.

## Erfolge
- Belgische Meisterschaft 2022/23